# Траса Бремгартен
Траса Бремгартен (нім. Bremgarten) — колишня гоночна траса, розташована в Берні, Швейцарія. Проходила по шосейним дорогам загального призначення. Використовувалася для гонок чемпіонату світу з шосейно-кільцевих мотоперегонів MotoGP — Гран-Прі Швейцарії (у 1949 та 1951-1954 роках) та Формули-1 — Гран-прі Швейцарії (у 1950-1954 роках).

## Історія
Траса Бремгартен була побудована як мото- гоночний трек у 1931 році в Бремгартенському лісі (нім. Bremgartenwald) на півночі Берна. Конфігурація траси не мала довгих прямих, натомість складалась із великої кількості поворотів. У 1934 році тут відбулись перші автомобільні перегони. З самого початку існування траси, через тінисті дороги та часті зміни дорожнього полотна вона була визнана дуже небезпечною, особливо на мокрій дорозі.

## Мотоспорт
На Бремгартені в період з 1931 по 1937 роки, а також у 1947-1948 роках відбувалось Гран-прі Берна.
У 1949 році, в дебютному сезоні чемпіонату світу з шосейно-кільцевих мотоперегонів MotoGP, Бремгартен прийняв друге Гран-Прі сезону — Гран-Прі Швейцарії. В наступному сезоні етап був перенесений до Женеви, після чого знову повернувся на Бремгартен, де відбувався тричі поспіль, у 1951-1954 роках. В сезоні 1955 року тут знову планувалось проведення Гран-Прі Швейцарії, проте через серйозну аварію, яка сталася під час гонки в Ле-Мані та призвела до загибелі 80 людей, гонка була скасована. Пізніше урядом країни  на законодавчому рівні була введена заборона на проведення в країні будь-яких змагань з авто- та мотоспорту, яка діє і дотепер.

### Смертельні аварії
Вже під час першої гонки на Бремгартені, 26 серпня 1934 року, загинув британський гонщик Х'ю Гамільтон.
30 червня 1948 року, під час практики Гран-прі Швейцарії на трасі загинув італійський гонщик Омобоно Тенні, а на наступний день — інший гонщик, Акілле Варці.

## Сучасний стан
Станом на 2015 рік більшість колишньої траси займає ліс. Залишились лише невеликі ділянки, які використовуються як вулиці та дороги загального користування у західній частині міста Берн.

## Рекорди кола
Офіційні рекорди кола на трасі Бремгартен:
| Category                              | Час                                   | Пілот                                 | Транспорт                             | Гонка                                 |
| Кільце Гран-прі: 7.280 км (1931–1955) | Кільце Гран-прі: 7.280 км (1931–1955) | Кільце Гран-прі: 7.280 км (1931–1955) | Кільце Гран-прі: 7.280 км (1931–1955) | Кільце Гран-прі: 7.280 км (1931–1955) |
| ------------------------------------- | ------------------------------------- | ------------------------------------- | ------------------------------------- | ------------------------------------- |
| Гран-прі                              | 2:34.5                                | Бернд Роземаєр                        | Auto Union C                          | Гран-прі Швейцарії 1936               |
| Формула-1                             | 2:39.7                                | Хуан-Мануель Фанхіо                   | Mercedes-Benz W196                    | Гран-прі Швейцарії 1954               |
| 500cc                                 | 2:41.2                                | Род Коулман                           | AJS Porcupine                         | Мото Гран-прі Швейцарії 1953          |
| Voiturette                            | 2:46.5                                | Джузеппе Фаріна                       | Alfa Romeo 158                        | Гран-прі Берна 1939                   |
| Формула-2                             | 2:52.4                                | Реймонд Соммер                        | Ferrari 166 F2                        | Гран-прі Берна 1950                   |
| 350cc                                 | 2:54.5                                | Джеф Дюк                              | Norton Kneeler                        | Мото Гран-прі Швейцарії 1952          |
| Спортпрототип                         | 2:56.1                                | Герман Ланг                           | Mercedes-Benz 300 SL                  | Гран-прі Берна 1952                   |
| 250cc                                 | 3:00.9                                | Редж Армстронг                        | NSU Rennmax 250                       | Мото Гран-прі Швейцарії 1953          |
| Мотоцикл з коляскою                   | 3:13.7                                | Ерік Олівер                           | Norton Manx                           | Мото Гран-прі Швейцарії 1953          |
| 125cc                                 | 3:42.5                                | Нелло Пагані                          | Mondial 125SS                         | Мото Гран-прі Швейцарії 1949          |